# Eugenia rhombea
Eugenia rhombea là một loài thực vật có hoa trong Họ Đào kim nương. Loài này được (O.Berg) Krug & Urb. mô tả khoa học đầu tiên năm 1895.

## Hình ảnh

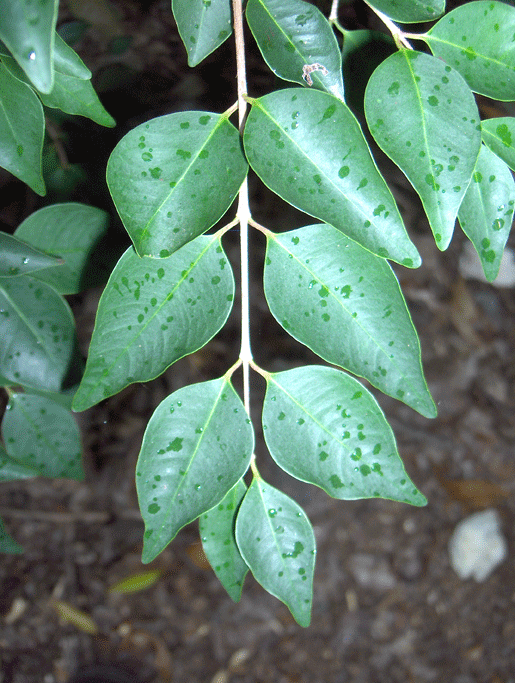